# Исторические ворота Аугсбурга

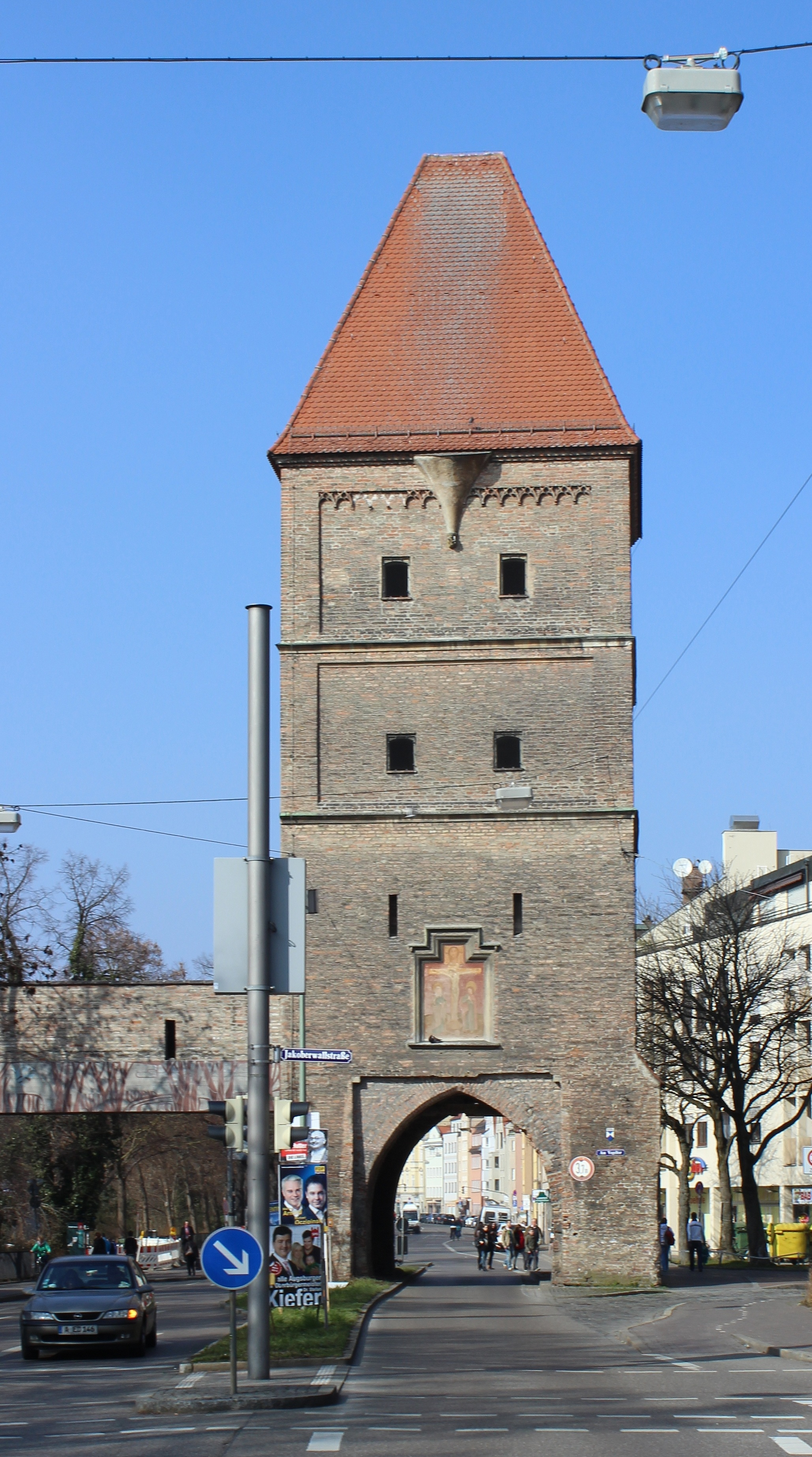
Птичьи ворота, восстановленные после разрушений 1945 года

В оборонительной стене баварского города Аугсбург было пять ворот, перечисленных ниже.

## Птичьи ворота
Птичьи ворота (нем. Vogeltor) — часть городских укреплений Аугсбурга, сформировавших когда-то предместье Святого Якова (Jakobervorstadt). Сначала появился городской ров, а у него в 1374 году, укрепляя городские стены, построили ворота и мост через ров. Первые ворота простояли недолго: в 1445 году их снесли и построили новые. Было это во времена бургомистра по фамилии Vogelin, так что, по одной из версий, своё название ворота получили именно от этой фамилии. Во времена Тридцатилетней войны Аугсбург был в 1632—1635 годах занят шведскими войсками. В эти годы система городских укреплений была реконструирована, в том числе и участок Птичьих ворот. Время шло, необходимость в крепостных сооружениях с каждым столетием уменьшалась, пока не исчезла совсем. В 1880 году мост через ров разобрали, частично разобрали и бастион. В 1944 году, во время бомбардировки Аугсбурга, ворота сгорели. Восстановили их только через 10 лет. Город становился всё больше автомобильным, и ворота начали мешать движению транспорта по улице Верхнего Рва (Oberer Graben). Тогда внутри ворот сделали проём для проезда транспорта — в виде красивой арки. Но этого было мало, пришлось разобрать постройки между воротами и крепостной стеной. Рядом с воротами вот уже много столетий, с 1538 года, вращается колесо водяной мельницы. Недалеко, возвышаясь над городской стеной, высится построенная в стиле барокко башня монастыря Святой Урсулы.

## Ворота Рыбаков
Ворота Рыбаков (нем. Fischertor). Первое упоминание в документах этих ворот относится к 1328 году, но назывались они тогда по-другому — Burgfeldtor и Lohrhubentor. Но всё-таки ворота вели в пригород рыбаков: Senkelbach, и с середины XV века нынешнее название стало общепринятым.
В 1609 году знаменитый аугсбургский архитектор Эллиас Холль (Elias Holl), прославившийся Ратушей Аугсбурга, перестроил и Ворота Рыбаков. Почти через столетие, во время войны за испанское наследство, ворота были полностью разрушены. Их очень долго не восстанавливали, вплоть до XX века. И лишь в 1925 году Fischertor снова появились в Аугсбурге. Чтобы отразить стиль предыдущей постройки, воротам придали черты барокко.

## Ворота Святого Якова

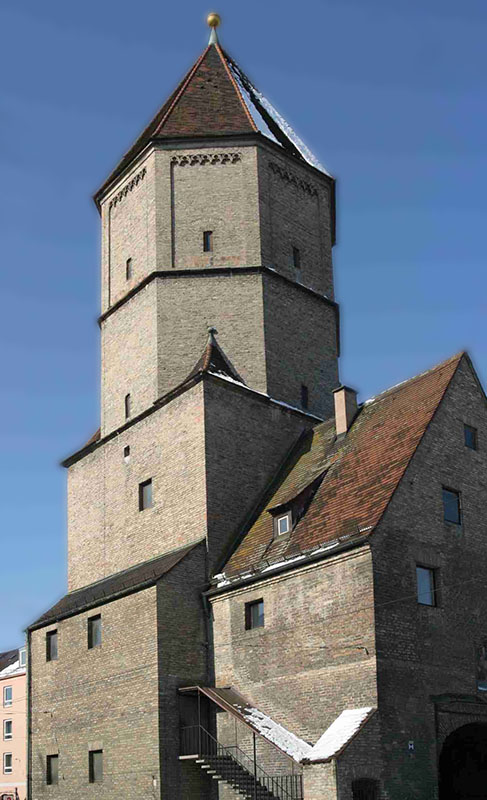
Ворота Св. Якова

Ворота Святого Якова (нем. Jakobertor) когда-то были важнейшими из внешних ворот города Аугсбурга. Через них проходила стратегическая дорога из Швабии в Баварию. Первое упоминание об этих воротах относится к 1346 году. В 1462 году ворота приобрели поднимающуюся решётку, надёжно защищающую вход. Первоначальная форма ворот сохранилась до наших дней: четырёхстороннее основание с сужающимся продолжением и двухэтажный верх с высокой остроконечной крышей. Именно сквозь эти ворота во времена Тридцатилетней войны шведский король Густав Адольф Второй 24 апреля 1632 года вошёл в город Аугсбург. В проёме ворот находится каменное изображение кайзера Сигизмунда. На западной стороне ворот — городской герб со знаменитой шишкой пинии, ставшей символом Аугсбурга.

## Ворота моста через Вертах
На том месте, где сейчас стоят Ворота моста через Вертах (нем. Wertachbruckertor), когда-то находилась таможня. Сначала здесь построили башню, которую украсили в 1402 году росписью. В 1605 году Элиас Холль надстроил башню на два этажа, закончив строение плоской крышей с красивым архитектурным фонарём. Через Wertachbruckertor 10 октября 1805 года в Аугсбург въехал другой знаменитый полководец — император Наполеон Первый. Изображение этого события есть на Вандомской колонне в Париже. Маленькая доска на Wertachbruckertor напоминает о дне рождения баварского короля Людвига Второго. Он родился 25 августа 1845 года — в тот же день, что и его дед — Людвиг Первый. В 1843 году на внутренней стороне ниши появилось изображение статуи Девы Марии. В 1989 году ворота были отреставрированы. Солнечные часы, которые тогда появились на башне, оплачены не из городской казны — это подарок от общества Старого Аугсбурга.

## Красные ворота
C незапамятных времён Красные ворота (нем. Rotes Tor) были важнейшими из южных ворот города. Через них проходила дорога в Тироль и Италию, и поэтому здесь располагалась таможня. Сейчас мимо ворот идут трамваи в район Haunstetten и до 1482 года Красные ворота как раз и назывались Haunstetter Tor. Из всех городских ворот Красные ворота — древнейшие. Аугсбург был основан римлянами, а дорога на Рим и Венецию здесь и проходила. Её называли «Via Claudia Augusta» в честь императора Клавдия. Она вела к водному пути по Дунаю — и доходила до реки в районе нынешнего города Донаувёрта. Конечно, дорога неизбежно требовала заставы, а застава — каких-то укреплений, поэтому ворота и прилегающее к ним оборонительное пространство неоднократно перестраивались. Эллиас Холь (Elias Holl) — автор одного из лучших архитектурных ансамблей Аугсбурга: Красные Ворота и Госпиталь Святого Духа (Rotes Tor и Heilig-Geist-Spital). Дважды, в 1611 и 1622 году, он перестраивал Красные ворота. Мост у Красных ворот построили уже намного позже — в 1777 году.